# Мероро, Викапита
Викапи́та Меро́ро (англ. Vikapita Meroro; род. 16 апреля 1985, Гобабис) — намибийский боксёр-профессионал, выступающий в средней, во второй средней, в полутяжёлой, в первой тяжёлой, и в тяжёлой весовых категориях.
В середине 2000-х годов выступал за сборную Намибии по боксу, участник чемпионата Африки в Касабланке, в любителях.
Начиная с 2005 года боксирует на профессиональном уровне, владел титулом чемпиона Африки по версии Всемирной боксёрской организации (WBO), был претендентом на титул интерконтинентального чемпиона по версии Всемирного боксёрского совета (WBC).

## Биография
Викапита Мероро родился 16 апреля 1985 года в городе Гобабис области Омахеке.

### Любительская карьера
Начинал карьеру боксёра как любитель. В 2005 году вошёл в основной состав намибийской национальной сборной и успешно выступил на зональном африканском первенстве в ЮАР, откуда привёз награду серебряного достоинства, выигранную в средней весовой категории. Удостоился права защищать честь страны на чемпионате Африки в Касабланке, где дошёл в среднем весе до стадии четвертьфиналов, уступив представителю Камеруна Сержу Мвуэ.

### Профессиональная карьера
В 2005 году Мероро успешно дебютировал на профессиональном уровне. Выступал преимущественно на территории Намибии, в течение первых двух лет одержал восемь побед подряд. В августе 2007 года в Донецке встретился с представителем Украины Станиславом Каштановым, обладателем титула молодёжного чемпиона по версии Всемирного боксёрского совета (WBC) во втором среднем весе — противостояние между ними продлилось все отведённые 10 раундов, в итоге судьи единогласно отдали победу Каштанову, и Мероро таким образом потерпел первое в профессиональной карьере поражение.
Намибийский боксёр продолжил активно выходить на ринг и в период 2007—2010 годов сделал серию из двенадцати побед, в том числе в поединке с кенийцем Дугласом Отиено Околой завоевал вакантный титул чемпиона Африки по версии Всемирной боксёрской организации (WBO) в полутяжёлом весе, который позже благополучно защитил, выиграв досрочно у представителя Танзании Джозефа Марвы.
Поднявшись в рейтингах, в 2011 году удостоился права оспорить вакантный титул интернационального чемпиона WBC, но по итогам двенадцати раундов уступил другому претенденту Айзеку Чилембе из Южной Африки. Также в этом году защищал свой титул чемпиона Африки в поединке с непобеждённым ганцем Брайма Камоко, но так же проиграл ему по очкам.
В апреле 2012 года выходил на ринг против титулованного немца Юргена Бремера, побывал в нокдауне в четвёртом раунде и проиграл единогласным судейским решением.
Впоследствии выступал в основном на родине, вернул себе титул чемпиона Африки WBO, но уже в первой тяжёлой весовой категории.
В мае 2015 года в Москве встретился с небитым российским тяжеловесом Дмитрием Кудряшовым и был нокаутирован им в шестом раунде.
Вновь побывал в Москве в декабре 2017 года, когда боксировал с другим россиянином Максимом Власовым — на сей раз проиграл нокаутом в первом же раунде.